# 2826 Ahti
2826 Ahti eller 1939 UC är en asteroid i huvudbältet som upptäcktes den 18 oktober 1939 av den finske astronomen Yrjö Väisälä vid Storheikkilä observatorium. Den har fått sitt namn efter Ahti i den finska mytologin.
Asteroiden har en diameter på ungefär 39 kilometer och den tillhör asteroidgruppen Hanskya.